# Salpingogaster uncinata
Salpingogaster uncinata är en tvåvingeart som beskrevs av Hull 1945. Salpingogaster uncinata ingår i släktet Salpingogaster och familjen blomflugor.
Artens utbredningsområde är Costa Rica. Inga underarter finns listade i Catalogue of Life.